# Chiara Boggiatto
Chiara Boggiatto (Moncalieri, 17 de febrero de 1986) es una deportista italiana que compitió en natación, especialista en el estilo braza. Su hermano Alessio compitió en el mismo deporte
Ganó una medalla de plata en el Campeonato Europeo de Natación de 2012 y tres medallas de bronce en el Campeonato Europeo de Natación en Piscina Corta, en los años 2005 y 2010.

## Palmarés internacional
| Campeonato Europeo                  | Campeonato Europeo       | Campeonato Europeo | Campeonato Europeo |
| Año                                 | Lugar                    | Medalla            | Prueba             |
| ----------------------------------- | ------------------------ | ------------------ | ------------------ |
| 2012                                | Debrecen (Hungría)       | Medalla de plata   | 4 × 100 m estilos  |
| Campeonato Europeo en Piscina Corta |                          |                    |                    |
| Año                                 | Lugar                    | Medalla            | Prueba             |
| 2005                                | Trieste (Italia)         | Medalla de bronce  | 100 m braza        |
| 2005                                | Trieste (Italia)         | Medalla de bronce  | 200 m braza        |
| 2010                                | Eindhoven (Países Bajos) | Medalla de bronce  | 200 m braza        |